# Cheung Yuk

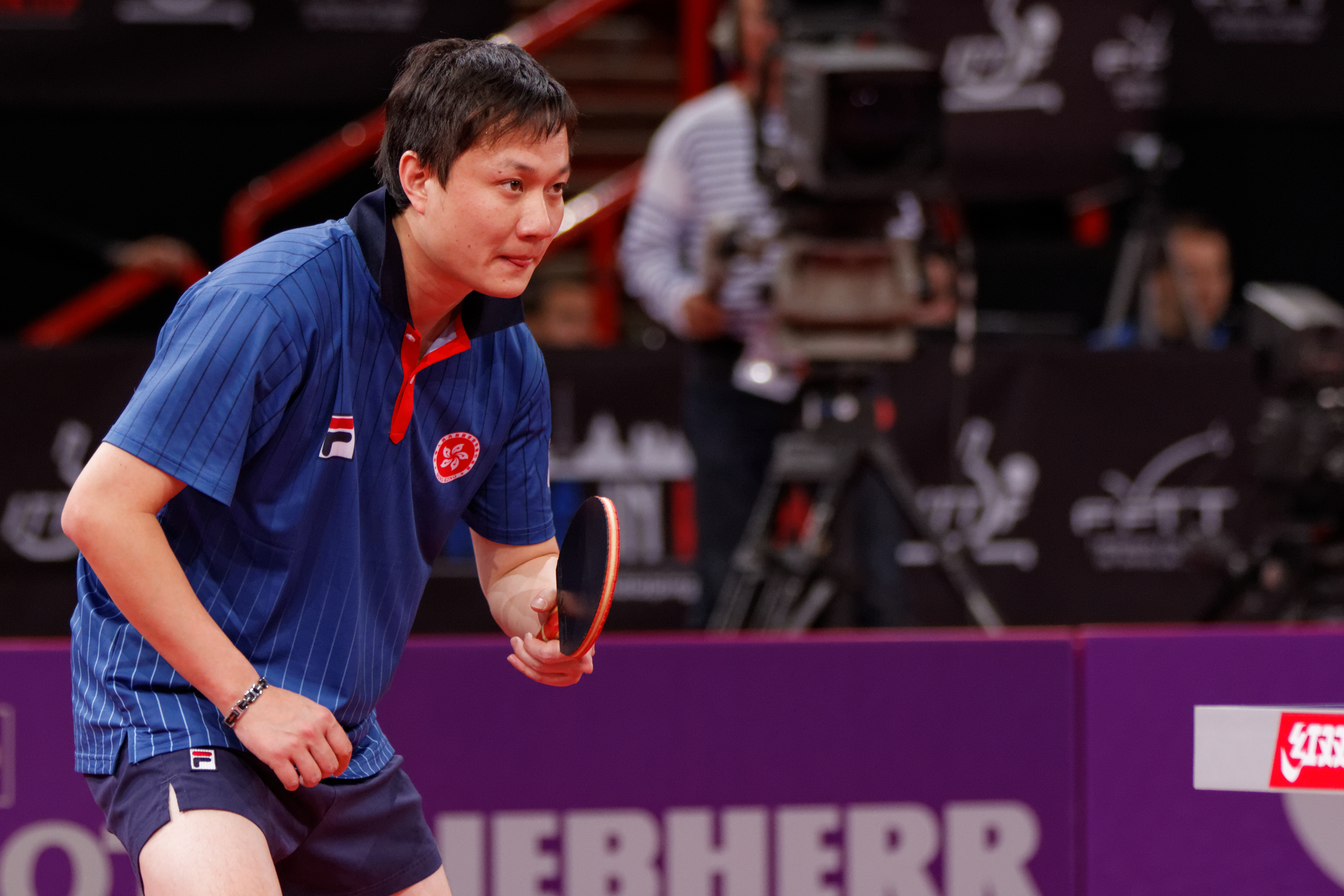
Wereldkampioenschappen tafeltennis 2013

Cheung Yuk (鈺 張 - Jiangsu, 28 oktober 1981) is een Hongkongs professioneel tafeltennisspeler.
Hij bereikte samen met zijn landgenoot Leung Chu Yan zowel in 2001 als 2003 de finale van de ITTF Pro Tour Grand Finals dubbelspel, maar moest beide keren genoegen nemen met zilver. Met de nationale ploeg van Hongkong was hij in 2007 tevens verliezend finalist op de WTC-World Team Cup. Cheung Yuk bereikte in juli 2008 zijn hoogste positie op de ITTF-wereldranglijst, toen hij twaalfde stond.

## Sportieve loopbaan
Cheung Yuk maakte zijn internationale (senioren)debuut in 1999, toen hij deelnam aan de wereldkampioenschappen in Eindhoven en zijn eerste toernooien speelde in het kader van de ITTF Pro Tour. Op de Aziatische kampioenschappen plaatste hij zich samen met Leung Chu Yan zowel in 2000 als 2003 voor de finale in het mannendubbel. Beide keren gingen ze naar huis met zilver, omdat eerst Chang Yen-shu en Chiang Peng-lung de titel grepen en drie jaar later Ko Lai Chak en Li Ning de eindstrijd wonnen. Cheung Yuk werd daarentegen wel toernooiwinnaar van de Azië-Cup in 2004 en van het gemengd dubbelspel op de Aziatische Spelen 2002, samen met Tie Yana.
In andere grote finales in die tijd greep Yuk wel weer naast de titel. Met Leung Chu Yan aan zijn zijde bereikte hij zowel in 2001 als 2003 de finale van de ITTF Pro Tour Grand Finals, maar moest wederom twee keer genoegen nemen met de tweede plaats. Ditmaal waren in eerste instantie de Zuid-Koreanen Kim Taek-soo en Oh Sang-eun de betere en twee jaar later het Chinese koppel Ma Lin/Chen Qi. Yuk trof beide Chinezen in 2007 wederom in de finale van de WTC-World Team Cup, waar deze versterking kregen van Wang Liqin en Wang Hao. Opnieuw sloot hij een van 's werelds grootste toernooien af met een tweede plaats.
Cheung Yuk nam namens Hongkong deel aan de Olympische Zomerspelen van 2000 (enkel- & dubbelspel), 2004 (dubbelspel) en 2008 (enkelspel). In beide individuele toernooien kwam hij tot de laatste 32, in beide toernooien voor dubbels tot de laatste zestien. In clubverband kwam hij onder meer uit voor TTC Zugbrücke Grenzau, in de Duitse Bundesliga.

## Erelijst
Belangrijkste resultaten:
- Verliezend finalist WTC-World Team Cup 2007 (met Hongkong)
- Brons in het landentoernooi op de wereldkampioenschappen 2006 en 2008 (met Hongkong)
- Winnaar Azië-Cup 2004
- Winnaar gemengd dubbelspel Aziatische Spelen 2002 (met Tie Yana)
- Verliezend finalist Aziatische kampioenschappen 2000 en 2003 (beide met Leung Chu Yan)

ITTF Pro Tour:
Enkelspel:
- geen finales

Dubbelspel:
- Verliezend finalist ITTF Pro Tour Grand Finals 2001 en 2003 (beide met Leung Chu Yan)
- Winnaar Oostenrijk Open 2002 (met Leung Chu Yan)
- Winnaar Korea Open 2006 (met Leung Chu Yan)
- Verliezend finalist Korea Open 2001 (met Leung Chu Yan)
- Verliezend finalist Zweden Open 2001 (met Leung Chu Yan)
- Verliezend finalist Brazilië Open 2003 (met Leung Chu Yan)
- Verliezend finalist China Open 2004 (met Leung Chu Yan)
- Verliezend finalist Duitsland Open 2005 (met Leung Chu Yan)
- Verliezend finalist Koeweit Open 2007 (met Li Ching)
- Verliezend finalist Chili Open 2008 (met Li Ching)